# Espaço morto
Na fisiologia, espaço morto é o ar que é inalado pelo corpo durante a respiração, mas que não participa das trocas gasosas no organismo. Em adultos geralmente está na faixa dos 150 ml.

## Componentes
O espaço morto pode ser dividido em espaço morto anatômico e espaço morto fisiológico. 

### Espaço morto anatômico
Parte do ar que a pessoa respira jamais alcançará as áreas onde ocorrem as trocas gasosas, preenchendo apenas as vias aéreas onde não ocorrem trocas, como nariz, faringe e traqueia. Esse ar é determinado ar do espaço morto, visto que é inútil para o processo das trocas gasosas. A região do espaço morto vai da traqueia até os bronquíolo terminais.

### Espaço morto fisiológico
O espaço morto fisiológico corresponde á soma entre espaço morto anatômico e o espaço morto alveolar.